# Manzai

Un paio di attori del manzai durante una festa di Capodanno; lo tsukkomi di fronte, il boke nel retro. Dipinto giapponese del XIX secolo

Il Manzai (漫才?) è una forma tradizionale di cabaret giapponese. Di solito viene recitato da una coppia di attori detti manzaishi (漫才師?) in modo simile al duo comico: un uomo retto e severo, lo tsukkomi (突っ込み?) e un uomo sciocco e divertente, chiamato boke (惚け?), si scambiano battute ad una considerevole velocità. Molte di queste battute si basano su fraintendimenti, giochi di parole, calembour e simili.
Nei tempi recenti, il Manzai è stato associato all'area urbana di Ōsaka, dato che gli attori del Manzai parlano spesso il dialetto del Kansai durante i loro spettacoli.
Lo Yoshimoto Kōgyō (吉本興業|吉本興業?), un'importante compagnia dell'intrattenimento fondata nel 1912 a Ōsaka, nel 1933 introdusse al pubblico di Tokyo il manzai nello stile della città, usando per denominarlo i caratteri 漫才? (uno di vari modi di scrivere la parola manzai in giapponese; vedi "etimologia" sotto).

## Storia
All'inizio basato sulle festività del Capodanno giapponese, il Manzai risale al periodo Heian. I due attori del Manzai arrivavano con messaggi da parte dei kami, creando una sorta di opposizione tra le parole declamate dall'uno e dall'altro. Questo metodo di contrapposizione si esplicita oggi nei ruoli di boke e tsukkomi. Si esibivano quindi in danze e riti propiziatori per attirare la fortuna in cambio di piccole offerte in riso o moneta.

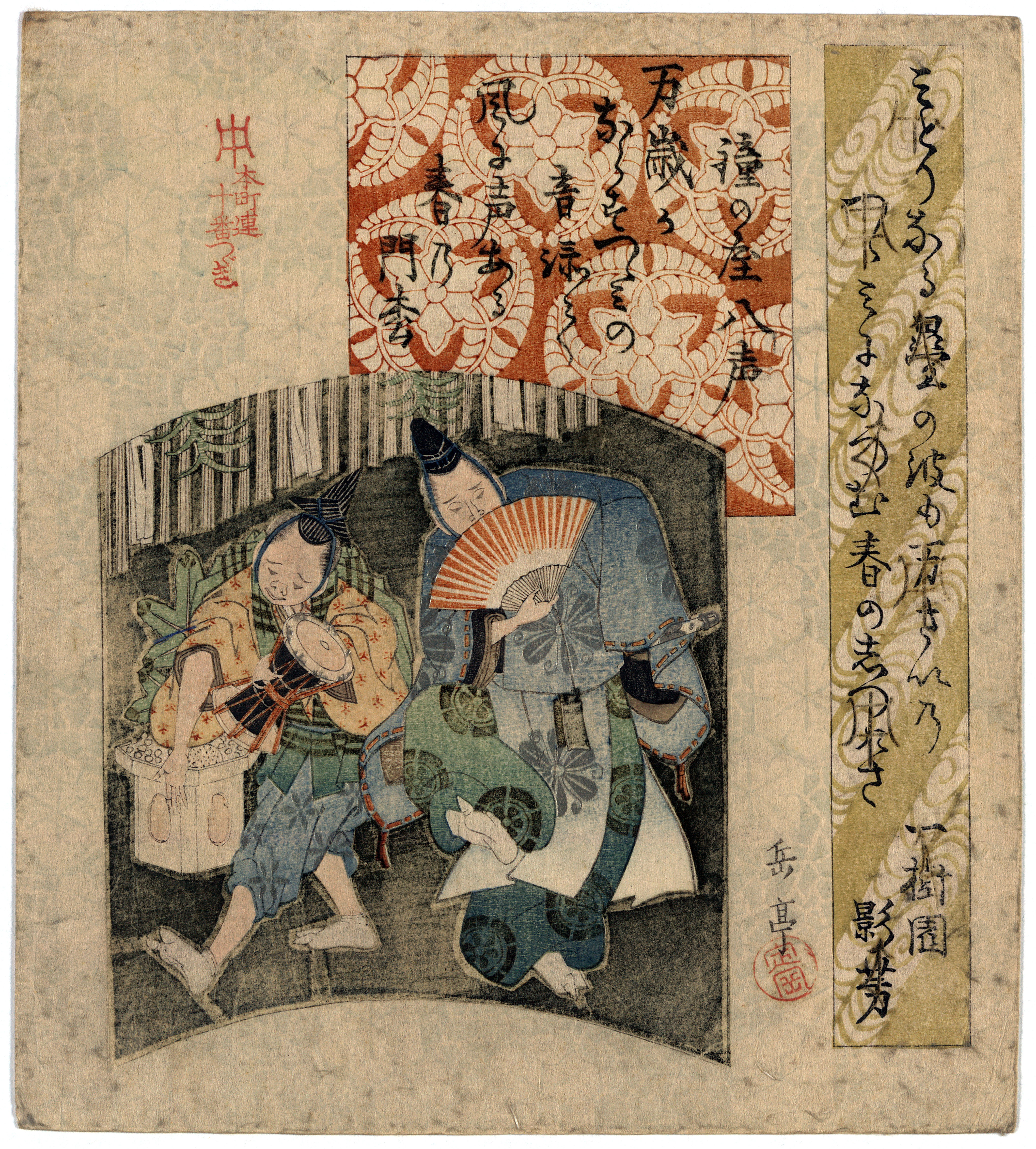
Stampa raffigurante due attori del manzai, sempre durante una festa di Capodanno; 1825

Durante periodo Edo, lo stile inizia a focalizzarsi sempre di più sugli aspetti comici dello spettacolo e varie regioni del Giappone iniziano a sviluppare il proprio stile di manzai, come per esempio l'Owari manzai (尾張万歳?), il Mikawa manzai (三河万歳?) e il cosiddetto Yamato manzai (大和万歳?).
E in periodo Meiji l'Osaka manzai (大阪万才?) si sviluppa in modo tale da sorpassare in popolarità tutti gli altri stili del periodo precedente, anche se il contemporaneo Rakugo continua a essere considerato la forma più popolare di intrattenimento.
La diffusione del Manzai viene tuttavia frenata in seguito alla conclusione della Seconda guerra mondiale, ad esclusione di un tipo particolare di manzai definito kakeai manzai (かけ合い漫才?), caratterizzato da un continuo botta e risposta dei due attori.
Alla fine del periodo Taishō, la compagnia Yoshimoto Kōgyō introduce un nuovo stile di Manzai, senza tutte le celebrazioni che lo avevano accompagnato nel passato. Questo nuovo stile ha successo e spopola in tutto il Giappone, Tokyo inclusa. E cavalcando l'onda delle nuove tecnologie di comunicazione, il Manzai si diffonde rapidamente grazie al teatro, alla radio e, in seguito, alla televisione e ai videogiochi.

## Etimologia
La parola manzai è stata scritta in vari modi a seconda dell'epoca. In origine veniva scritta come 萬歳?, banzai (lett. "diecimila anni", termine con cui si auspica una lunga vita), utilizzando il carattere 萬? invece che la forma alternativa 万?, e il carattere 歳?(che ha il significato di "talento, abilità") anziché la forma più semplice 才?. L'introduzione dell'Ōsaka manzai (大阪漫才?) porta al cambiamento del primo carattere in 漫?.

## Bokeetsukkomi
Simili in esecuzione al concetto di duo comico (es. Franco e Ciccio), questi ruoli sono una caratteristica molto importante del Manzai. Boke viene dal verbo bokeru (惚ける o 呆ける?) che ha il significato di "rimbambirsi" (con l'età), "essere lento di comprendonio" e si riflette nella tendenza del boke di fraintendere e dimenticare le cose. La parola tsukkomi deriva da tsukkomu (突っ込む?) che significa "intromettersi" e si riferisce al ruolo del secondo attore che "si intromette" nella scena per correggere gli errori del boke. Negli spettacoli è comune che lo tsukkomi rimproveri il boke colpendolo sulla testa con un colpo rapido, spesso utilizzando un ventaglio di carta pieghettata chiamato harisen (張り扇?), uno strumento scenico tradizionale del Manzai.